# ناحیه بوتامبالا
ناحیه بوتامبالا (به لاتین: Butambala District) یک منطقهٔ مسکونی در اوگاندا است که در استان مرکزی، اوگاندا واقع شده‌است. ناحیه بوتامبالا ۹۹٬۴۰۰ نفر جمعیت دارد.